# Liste der Nationalstraßen in Portugal (1945–1985)
Die Nationalstraßen in Portugal wurden am 11. Mai 1945 durch eine Verordnung festgelegt. Ihr portugiesischer Name lautet „Estradas nacionais“. Ausgeschildert werden sie mit einem „N“ und der Nummer schwarzer Schrift auf weißem Grund. Sie teilen sich in drei Klassen auf. Die N1−N18 umfassen die erste Klasse mit dem Zusatz „itinerarios principais“, die N101-N125 gehören ebenso zur ersten Klasse, nur ohne Zusatz. Klasse 2 umfasst die N201-N270 und die Klasse 3 umfasst die N301-N398. Weiterhin gehören die Seitenäste der Straßen („Ramais“) zur dritten Klasse. Ihre Auszeichnung erfolgt durch die Stammstraßennummer, dann folgt ein Bindestrich und hinter diesem eine fortlaufende Nummer. Die N1 hat mit 16 Seitenästen die höchste Anzahl dieser.

## Erste Klasse (itinerarios principais)
| Beschilderung | Beginn                                    | Streckenverlauf | Ende                                    |
| ------------- | ----------------------------------------- | --- | --------------------------------------- |
| N 1           | Lissabon – Vila Franca de Xira (heute A1) | Vila Franca de Xira – Carregado – Leiria – Coimbra – Albergaria-a-Velha                                                 | Porto                                   |
| N 2           | Chaves                                    | Vila Real – Lamego – Viseu – Santa Comba Dão – Góis – Sertã – Abrantes – Mora – Montemor-o-Novo – Torrão – Castro Verde | Faro                                    |
| N 3           | N 1 Carregado                             | Santarém – Torres Novas – Abrantes                                                                                      | Castelo Branco                          |
| N 4           | Lissabon                                  | Montijo – Vendas Novas – Estremoz – Elvas                                                                               | Spanien                                 |
| N 5           | N 4 Montijo                               | Aguas de Moura – Alcácer do Sal                                                                                         | Torrão                                  |
| N 6           | Lissabon                                  | Oeiras – Carcavelos – Estoril                                                                                           | Cascais                                 |
| N 7           | Lissabon                                  | | Estoril (heute A5)                      |
| N 8           | Lissabon                                  | Loures – Torres Vedras – Caldas da Rainha – Alcobaça                                                                    | N 1                                     |
| N 9           | N 6 Cascais                               | Mafra – Torres Vedras – Alenquer                                                                                        | N 1                                     |
| N 10          | Cacilhas (Fähre Lissabon)                 | Setúbal – Aguas de Moura – Santo Estêvão – Vila Franca de Xira                                                          | Vila Franca de Xira (bis 1961)/Lissabon |
| N 11          | Trafaria                                  | Almada – Amora – Moita                                                                                                  | N 5 (bei Montijo)                       |
| N 12          | Porto                                     | Ringstrasse | Porto                                   |
| N 13          | Porto                                     | Vila do Conde – Viana do Castelo – Valença                                                                              | N-551 Spanien                           |
| N 14          | Porto                                     | Vila Nova de Famalicão                                                                                                  | Braga                                   |
| N 15          | Porto                                     | Penafiel – Amarante – Vila Real – Mirandela                                                                             | Bragança                                |
| N 16          | Aveiro                                    | Albergaria-a-Velha – Viseu – Celorica de Beira – Guarda – Vilar Formoso                                                 | Spanien                                 |
| N 17          | N 1 Coimbra                               | Seia (nördlich vorbei)                                                                                                  | N 16 Celorico da Beira                  |
| N 18          | N 16 Guarda                               | Castelo Branco – Portalegre – Estremoz – Évora – Beja                                                                   | N 2 Ervidel                             |